# Crêpe

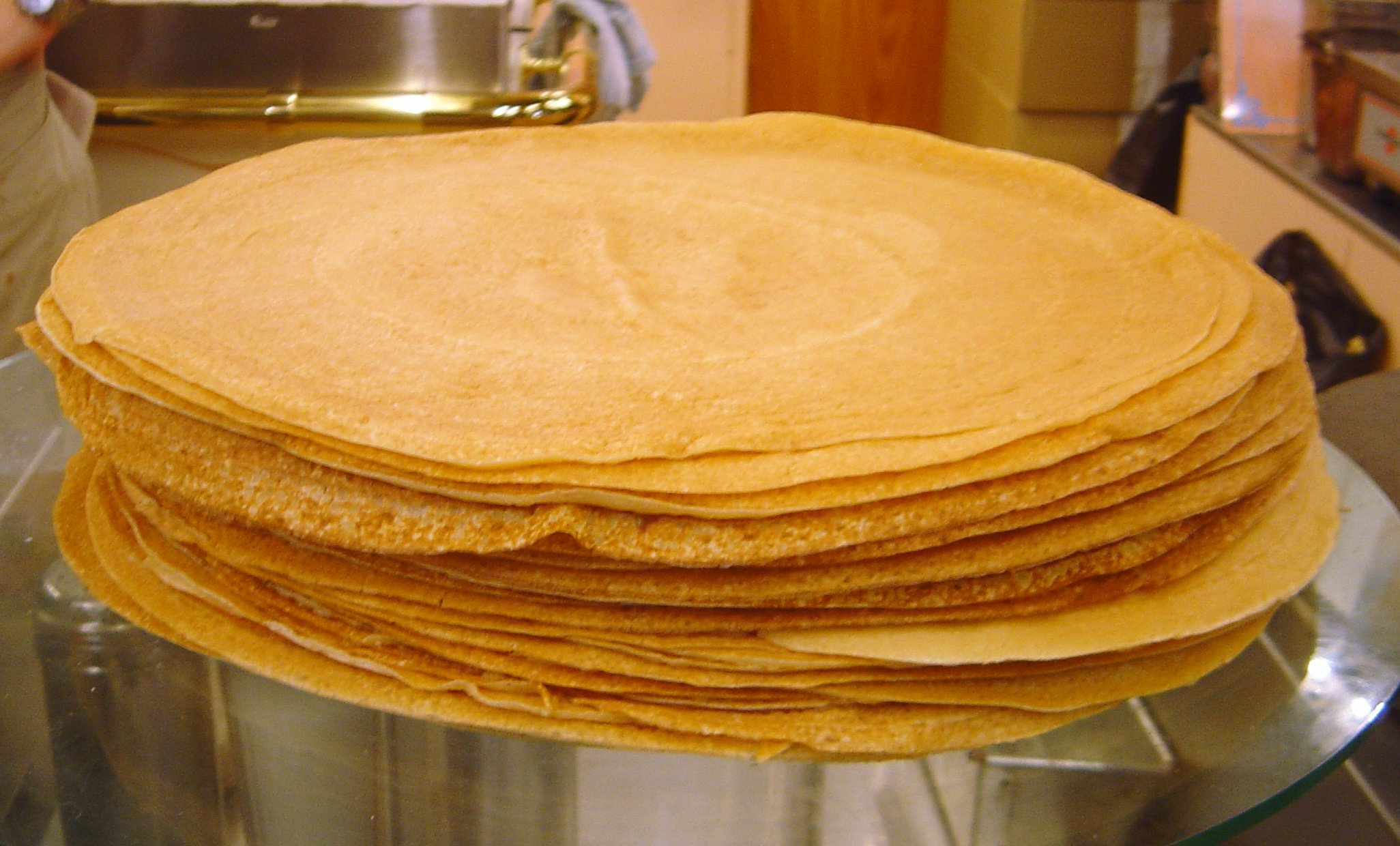
Wyjściowy materiał do zrobienia crêpe

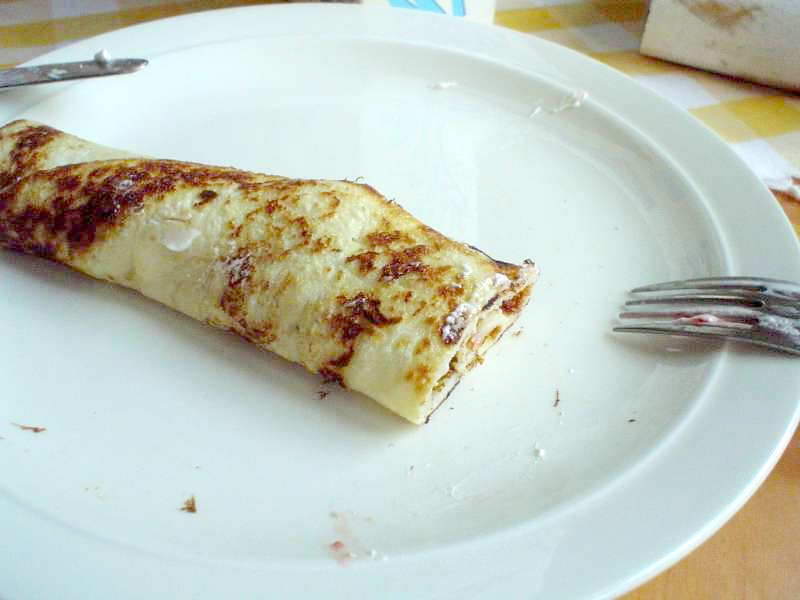
Crêpe zwinięty, gotowy do zjedzenia

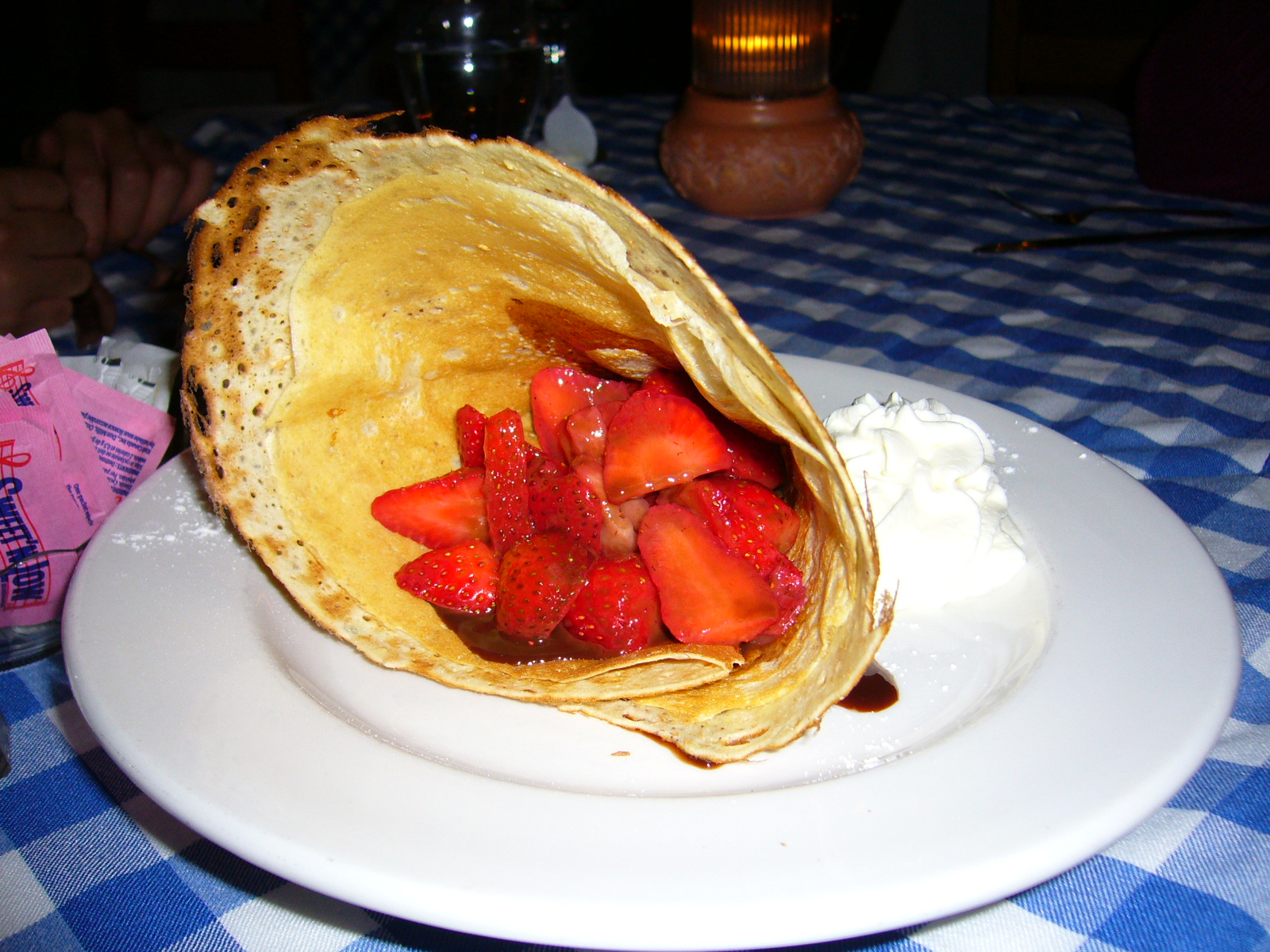
Crêpe na słodko podany z truskawkami i bitą śmietaną

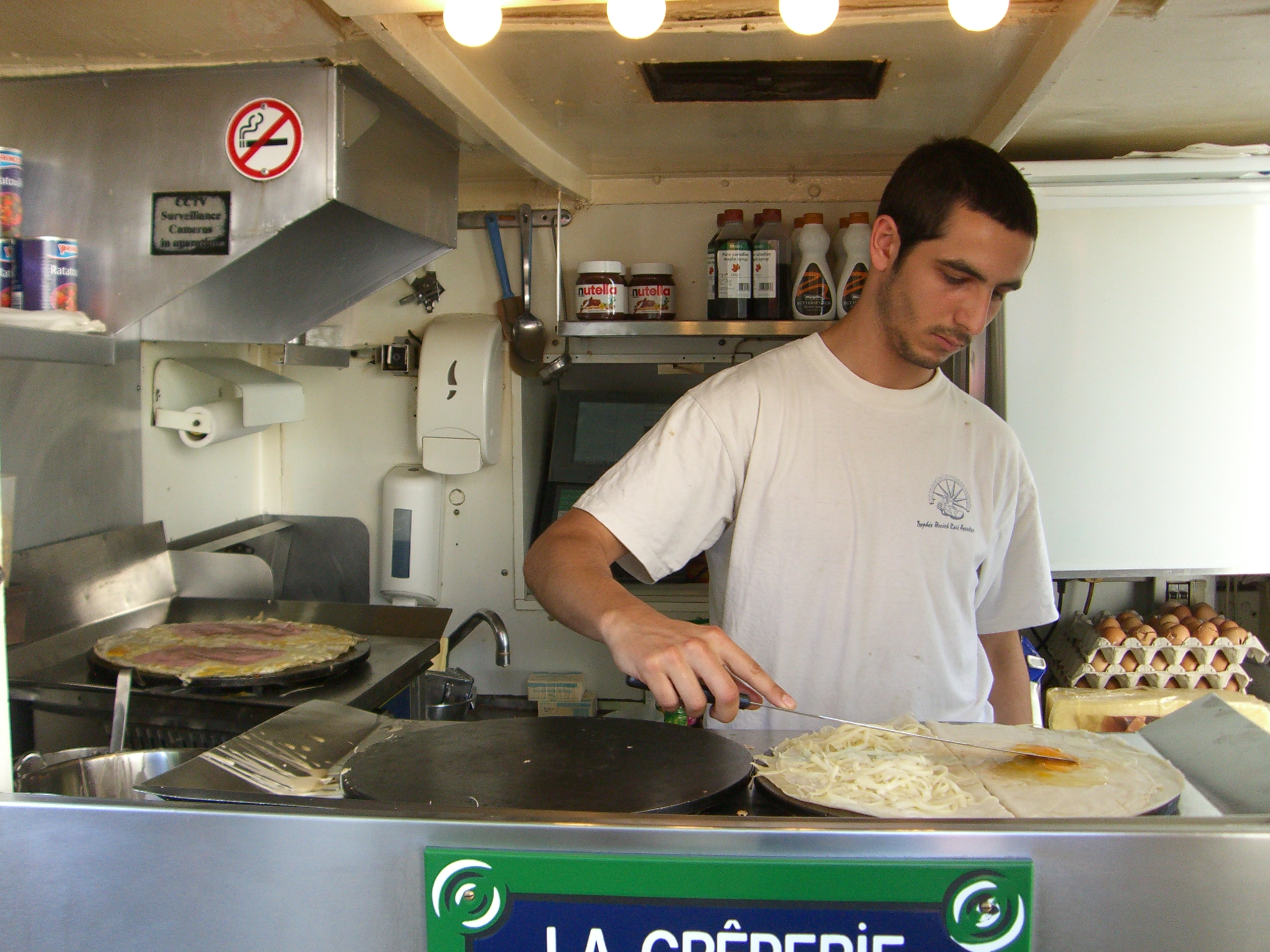
Crêpe podawane są w fast foodach

Crêpe – rodzaj bardzo cienkiego naleśnika, zazwyczaj wykonanego z mąki pszennej podawanego z nadzieniem. Słowo określające crêpe jest francuskiego pochodzenia lub wywodzi się z łacińskiego crispa, co oznacza „zrolowany”, „zwinięty”.